# Dallo sciamano al raver. Saggio sulla trance
Dallo sciamano al raver. Saggio sulla trance (Essai sur la trance) è un'opera del sociologo francese Georges Lapassade. In Italia è stata edita da Feltrinelli (1980), Apogeo (2008) e Jouvence (2020). 

## Descrizione
Si tratta di un saggio sull'evoluzione etnologica della trance sociale, dai culti di Dioniso alle attuali forme musicali metropolitane, come i rave. Lo studio psicofisiologico degli stati di coscienza individuale si intreccia ai temi macroscopici degli psichedelici e della contestazione. L'edizione italiana del libro è curata dal giornalista Gianni De Martino che a questa ricerca tra culture e religioni ha dedicato molte opere.

## Edizioni in italiano
- Georges Lapassade, Saggio sulla transe, a cura di Gianni De Martino,  Feltrinelli, Milano 1980
- Georges Lapassade, Dallo sciamano al raver: saggio sulla transe, a cura di Gianni De Martino, Jouvence, Milano 2020